# Lima Rebelo

Dr. José Pires de Lima Rebelo em foto do Livro de Formatura da 1a Turma de Concludentes do Ginásio e da Escola Normal de Parnaíba, de 1932, da qual foi o paraninfo.

José Pires de Lima Rebelo (Barras do Marataoan, Piauí, 24 de setembro de 1887 - Parnaíba, Piauí, 15 de janeiro de 1940) foi um advogado e professor em Parnaíba, idealizador do Ginásio Parnaibano.

## Primeiros estudos
Em oportunidade oferecida por seu tio Joaquim de Lima Pires Rebelo, no ano de 1899, Lima Rebelo seguiu para a cidade do Rio de Janeiro, onde estudou no Colégio Pedro II, época em que também aprendeu a língua francesa. Ao final do curso, por indicação do tio General de Exército Firmino Pires Ferreira, foi estudar na Escola Militar da Praia Vermelha. Como aluno desta escola, aderiu à revolta da vacina, sendo preso e deportado para o Rio Grande do Sul.

## Professor e advogado
Ao retornar ao Rio de Janeiro, ingressou no curso de Ciências Jurídicas da Faculdade Nacional de Direito, concluindo-o em 1909, como aluno exemplar. Ao retornar a Parnaíba, além de professor, consagrou-se como um dos mais brilhantes advogados da história parnaibana, tendo atuado na área do Direito nos estados do Piauí, Ceará e Maranhão. Dominava os idiomas inglês, francês, alemão e latim, atuando também como tradutor. Escreveu em diversos periódicos e publicou algumas obras, entre as quais o "Relatório da Borracha", "A Carnahubeira e sua Cera", "O Comércio do Rio Parnaíba", "Pró-Piauí" e "Porto de Amarração", além de um famoso discurso, "As vantagens da ingratidão", lido em sessão da Academia Piauiense de Letras. É o patrono da cadeira no. 1 da Academia Parnaibana de Letras.

## Ginásio Parnaibano
Foi idealizador do Ginásio Parnaibano que, graças ao empenho e dedicação do então prefeito José Narcísio da Rocha Filho, foi fundado em 1927, sendo ambos seus fundadores. Foi também professor de Filosofia e paraninfo da primeira turma de concludentes do Ginásio Parnaibano, em 1932, para a qual fez um discurso inesquecível, registrado no Livro de Formatura. Em 1961, o Ginásio foi encampado pelo Governo Estadual, através da lei no. 1892, de 21 de novembro de 1959, e, na gestão do Governador Petrônio Portela, passou a denominar-se Colégio Estadual Lima Rebelo, ganhando prédio próprio e um busto, em sua homenagem.